# Ȅ
Ȅ (gemenform: ȅ) är den latinska bokstaven E med en dubbel grav accent. Ȅ används när serbiska, kroatiska och slovenska skrivs fonetiskt för att indikera ett E med en kort fallande ton.